# Kalkkimaabanan
| Unknown BSicon "exKHSTa" |

| Unknown BSicon "exABZg+r" |

| Unknown BSicon "exWBRÜCKE1" |

| Unknown BSicon "exSKRZ-G2u" |

| Unknown BSicon "xABZg+l" |

| Unknown BSicon "eHST" |

| Straight track |

| Unknown BSicon "exKHSTa" |

| Unknown BSicon "exABZg+r" |

| Unknown BSicon "exWBRÜCKE1" |

| Unknown BSicon "exSKRZ-G2u" |

| Unknown BSicon "xABZg+l" |

| Unknown BSicon "eHST" |

| Straight track |

Kalkkimaabanan eller Kalkkimaas sidobana är en del av det finländska järnvägsnätet, vars ursprungliga ändstation var byn Kalkkimaa i Torneå kommun. Sidobanan förgrenade sig mellan Kemi och Rovaniemi i Liedakkala by, idag mitt emellan trafikplatserna Laurila och Törmä. Sidobanans längd var ursprungligen ca 8 km men idag finns enbart ca 5 km kvar av spåren från Liedakkala till elstationen. Den kvarvarande banan används för irreguljära transporter av transformatorer och den är inte hela tiden i förbindelse med det övriga järnvägsnätet. Den rivna sträckans banvall används som grusväg och skogstraktorväg. Vintertid utnyttjas vallen som snöskoterled. Järnvägen byggdes ursprungligen för frakt av kalksten från ett dagbrott.